# Together Through Life
| 전문가 평가      | 전문가 평가 |
| 총 점수          | 총 점수     |
| 출처             | 점수        |
| ---------------- | ----------- |
| AnyDecentMusic?  | 5.6/10      |
| 메타크리틱       | 76/100      |
| 평가 점수        |             |
| 출처             | 점수        |
| Allmusic         | [ 3 ]       |
| The A.V. Club    | A-          |
| Blender          | [ 5 ]       |
| Mojo             | [ 6 ]       |
| Paste            | 8.1/10      |
| Pitchfork        | 5.4/10      |
| Robert Christgau | B+          |
| Rolling Stone    | [ 10 ]      |
| The Times        | [ 11 ]      |
| Tiny Mix Tapes   | [ 12 ]      |
| Uncut            | [ 13 ]      |

《Together Through Life》는 컬럼비아 레코드가 2009년 4월 28일에 발매한 미국의 싱어송라이터 밥 딜런의 서른세 번째 스튜디오 음반이다. 여러 나라에서 1위에 오른 이 음반의 발매는 예상치 못한 일이어서 팬들을 놀라게 했다. 딜런은 로버트 헌터와 대부분의 곡을 공동 작곡했으며 톰 페티 앤 더 하트브레이커스의 마이크 캠벨, 로스 로보스의 데이비드 히달고 등 뮤지션들과 함께 녹음했다. 이 음반의 창시자는 올리비에 다앙 감독의 《마이 러브 송》에 이 영화에 곡을 기부해 달라는 요청이었다.

## 구성 및 녹음
딜런은 정규 투어 밴드인 로스 로보스의 데이비드 히달고와 톰 페티 앤 더 하트브레이커스의 마이크 캠벨에 의해 음반에 지원받는다.  딜런은 플래너건과의 인터뷰에서 캠벨의 기타 연주에 대해 다음과 같이 말했다. "그는 저와 잘 어울려요. 그는 톰과 너무 오랫동안 놀아나서 작곡가의 입장에서 모든 것을 듣고 어떤 스타일도 가장 잘 연주할 수 있습니다."
딜런은 자신의 1988년 음반 《Down in the Groove》에 수록된 두 곡을 이전에 공동 작곡한 적이 있는 그레이트풀 데드의 작사가 로버트 헌터와 함께 음반의 한 곡을 제외한 모든 곡을 작곡했다. 딜런은 《롤링 스톤》과의 인터뷰에서 "헌터는 오랜 친구입니다. 만약 우리가 그것이 중요하다고 생각하거나 그곳에 올바른 이유가 있다면, 우리는 아마 함께 100곡의 곡을 쓸 수 있을 것입니다. 그는 말솜씨가 좋고 저도 그래요. 우리 둘 다 작사, 작곡을 위해 오늘날 지나다니는 것과는 다른 종류의 곡을 씁니다." 딜런이 그와 같은 정도로 협력한 유일한 다른 작사가는 자크 레비인데, 그는 1976년에 《Desire》에 관한 대부분의 노래를 함께 작곡했다.

## 발매 및 홍보
《롤링 스톤》에 보도된 이 음반에 대한 소문은 음반 발매일을 두 달도 채 남겨두지 않은 2009년 3월 16일까지 공식적인 보도자료가 없는 가운데, 놀라운 일로 다가왔다. 딜런은 잭 프로스트라는 가명으로 이 레코드를 프로듀싱했는데, 이 가명은 이전 두 장의 스튜디오 음반인 《Love and Theft》와 《Modern Times》에 사용했던 것이다. 이 음반에는 "열애곡"이 수록돼 있다는 소문이 돌았고 《Modern Times》와도 거의 닮지 않았다.
이 음반은 〈Beyond Here Lies Nothin'〉으로 "베스트 아메리카나 앨범" 부문과 "베스트 솔로 록 보컬 퍼포먼스" 부문에서 두 개의 그래미 어워드 후보에 올랐다.

## 커버 아트
이 음반의 커버 아트는 미국 작가 래리 브라운의 단편 모음집 《Big Bad Love》의 커버 사진과 같다. 이 사진은 사진작가 브루스 데이비슨이 찍은 사진이다.

## 곡 목록
모든 곡들은 특별한 언급이 없는 한 밥 딜런과 로버트 헌터에 의해 작사/작곡하였다.
| #   | 제목                          | 작사·작곡             | 재생 시간 |
| --- | ----------------------------- | --------------------- | --------- |
| 1.  | 〈Beyond Here Lies Nothin'〉  |                       | 3:51      |
| 2.  | 〈Life Is Hard〉              |                       | 3:39      |
| 3.  | 〈My Wife's Home Town〉       | 윌리 딕슨, 딜런, 헌터 | 4:15      |
| 4.  | 〈If You Ever Go to Houston〉 |                       | 5:49      |
| 5.  | 〈Forgetful Heart〉           |                       | 3:42      |
| 6.  | 〈Jolene〉                    |                       | 3:51      |
| 7.  | 〈This Dream of You〉         | 딜런                  | 5:54      |
| 8.  | 〈Shake Shake Mama〉          |                       | 3:37      |
| 9.  | 〈I Feel a Change Comin' On〉 |                       | 5:25      |
| 10. | 〈It's All Good〉             |                       | 5:28      |

## 인증
| 국가                       | 인증 | 판매량/출하량 |
| -------------------------- | ---- | ------------- |
| 아일랜드 (IRMA)            | 골드 | 7,500^        |
| 영국 (BPI)                 | 골드 | 100,000^      |
| 미국                       | —    | 358,000       |
| 요약                       |      |               |
| 전세계                     | 빈칸 | 1,000,000     |
| ^출하량을 기반으로 한 인증 |      |               |